# Philipp von Hertling
Freiherr Philipp Aloys Franz Xaver von Hertling (* 22. September 1756 in Mannheim; † 27. Juli 1810 in Aschaffenburg) war ein deutscher Jurist.

## Familie
Philipp von Hertling war ein Sohn des Freiherrn Johann Friedrich Stephan von Hertling (* 15. April 1729 in Heidelberg; † 13. Februar 1806 in München), kurpfälzischer Geheimer Staatsrat und 2. Wahl-Botschafter in Frankfurt am Main, und dessen Ehefrau Maria Anna Eleonora (Taufe am 9. November 1735 in Mannheim; † 15. Dezember 1788 ebenda), Tochter des Theodor von Weiler, kurpfälzisch-bayerischer Geheimer Kanzler und Geheimer Staatsrat in Mannheim. Sein Großvater war Johann Friedrich von Hertling, von 1739 bis 1749 Vizekanzler der kurpfälzischen Regierung in Heidelberg.
Seine Geschwister waren unter anderem:
- Friedrich Wilhelm von Hertling (*  30. Oktober 1758 in Simmern; † 19. Februar 1816 in München), Jurist und Diplomat;
- Franziska Josepha Lucia Aloysia Freiin von Hertling (* 12. November 1765 in Mannheim; † 8. November 1842 in München), verheiratet mit Graf Bernhard Erasmus von Deroy, ihr gemeinsamer Sohn war der Kammerherr und bayerische Reichsrat Philipp Aloys Erasmus von Deroy;
- Maria Antonia Aloysia von Hertling (* 9. Januar 1770; † 1804), verheiratet mit Freiherr Johann Nepomuk von Tautphoeus (1765–1835), bayerischer Gesandter in Würzburg; bayerischer Gesandter und bevollmächtigter Minister in Stuttgart und bayerischer Gesandter in Karlsruhe[1].

Sein Cousin war der bayerische Kriegsminister Franz Xaver von Hertling.
Philipp von Hertling war verheiratet mit Gisberta (* 9. Mai 1763 in Bruchsal; † 19. September 1843 in Aschaffenburg), Tochter des Philipp Karl Deel zu Deelsberg (1733–1811), Kurmainzer Staatsrat. Von ihren Kindern sind namentlich bekannt:
- Jacob Friedrich Ignaz von Hertling (* 10. März 1786; † 14. November 1836), bayerischer Kämmerer und Ministerresident bei der schweizerischen Eidgenossenschaft, verheiratet mit Anna Maria, Tochter des Anton Maria von Schweitzer aus Frankfurt;
- Helene von Hertling;
- Michael Joseph Ignaz Johann Baptist von Hertling (* 21. Juni 1802), bayerischer Kämmerer und Kreis-Forstrat in Landshut, verheiratet mit Wilhelmine Auguste Renata, Tochter des holländischen Staatsrats von Bouricourd, deren Kinder waren Ignatia von Hertling und Karl von Hertling;
- Wilhelm Ignaz von Hertling (* 1. Januar 1804), hessischer Landgerichtsassessor, verheiratet mit Caroline Rhenance († 8. Juni 1857), Tochter des holländischen Staatsrats von Bouricourd;
- Maria Antonia von Hertling, verheiratet mit Johann Nepomuk Franz Xaver von Tautphoeus (1765–1835), königlich bayerischer Gesandter und außerordentlicher bevollmächtigter Minister in Stuttgart;
- Jacob von Hertling (* 13. April 1805; † 15. März 1851), hessischer Kammerherr und Hofgerichtsrat, verheiratet mit Antonie, Tochter des Schöffen von Guaita aus Frankfurt, ihr gemeinsamer Sohn war der spätere Reichskanzler Georg von Hertling;
- Maria Anna Juliana von Hertling († 15. September 1844), verheiratet mit Freiherr Maximilian von Volkhoven, bayerischer Kämmerer und Staatsrat.

## Werdegang
Philipp von Hertling war Direktorialgesandter zum Oberrheinischen Kreis und hessischer Geheimrat und Hofgerichtsdirektor in Darmstadt.